# Alexandre de la Serna
Alexandre de la Serna, né le 7 juillet 1981 à Bruxelles, est un auteur de bande dessinée, coloriste et illustrateur belge.

## Biographie
Alexandre de la Serna naît le 7 juillet 1981 à Bruxelles,,. Il est diplômé de Institut Saint-Luc de Bruxelles en 2005. La même année, il reçoit le prix « jeune talent de la Communauté française » qui récompense un projet proposé par un étudiant d’une école artistique supérieure. Ce prix est doté d’un montant de 1 000 euros, décerné lors de la Fête de la BD et du livre pour enfants à Andenne. En 2007, il est responsable de la coloration de l'album Cicatrice, dessiné par Marc Sevrin,. En 2011, il réalise avec Bruno Wesel la coloration de l'album La Conjuration de Baal dans la série historique Alix, dessinée par Christophe Simon. En 2013, il colorie l'album Dans les griffes du faucon de la série Loïs, dessiné par Olivier Pâques.
Il met également en couleur deux albums pour la série Tessa, agent intergalactique et deux albums pour Les Conquérants de Troy, tous deux en collaboration avec Sébastien Lamirand.
En 2016, il illustre le jeu Argo édité par Heidelberger Spieleverlag (de), Hobby World (en) et Flatlined Games. Il crée également en Pixel art le jeu vidéo Dominverse du studio Haunted Tie qu'il a fondé,.

## Œuvres

### Bandes dessinées

#### comme auteur

##### Le9eRêve
- 6. 30 ans de BD à Saint-Luc et à l'ERG[13], École de recherche graphique, Institut Saint-Luc de Bruxelles, Bruxelles, septembre 2006
Scénario : collectif - Dessin : collectif dont Alexandre de la Serna - Couleurs : quadrichromie,Illustration de couverture : François Schuiten et Claude Renard. Contribution : Viens là mon Louloup ! (8 pages).

#### comme coloriste

##### Cicatrice
- Cicatrice[6], Éditions Paquet, coll. « Discover », Genève, 31 mai 2007
Scénario et dessin : Marc Sevrin - Couleurs : Alexandre de la Serna -  (ISBN 978-2-88890-181-5)

Alix
- 30. La Conjuration de Baal[7], Casterman, Bruxelles, octobre 2011
Scénario : Michel Lafon - Dessin : Christophe Simon - Couleurs : Alexandre de la Serna et Bruno Wesel -  (ISBN 978-2-203-03594-2)d'après les personnages de Jacques Martin, décors de Manuela Jumet.

##### Loïs
- 6. Dans les griffes du Faucon[8], Casterman, Bruxelles, 30 janvier 2013
Scénario : Pierre Valmour - Dessin : Olivier Pâques - Couleurs : Alexandre de la Serna -  (ISBN 978-2-203-04032-8)

Résistances
- 4. Le Prix du sang et des larmes, Le Lombard, Bruxelles, 7 mars 2014
Scénario : Jean-Christophe Derrien - Dessin : Claude Plumail - Couleurs : Christian Goussale, Alexandre de la Serna -  (ISBN 978-2-8036-3293-0)

### Jeux de société
- Argo[14], illustré par Miguel Coimbra et Alexandre de la Serna, édité par Heidelberger Spieleverlag (de), Hobby World (en) et Flatlined Games (2016).

### Illustration
- Martin Schmalzried et Alexandre de la Serna (ill), La Terre accouche : Histoire d'une humanité en gestation, Rixensart, Martin Schmalzried, 22 février 2022, 376 p., ill. ; 22,9 cm (ISBN 9782808316804, présentation en ligne)
- Martin Schmalzried et Alexandre de la Serna (ill), L'avenir comme un : Tout va bien, tout se déroule comme prévu, Rixensart, Martin Schmalzried, 25 avril 2023, 167 p., ill. ; 18 cm (ISBN 978-2-8083-2349-9, présentation en ligne)

## Prix
- 2005 : prix « jeune talent de la Communauté française » qui récompense un projet proposé par un étudiant d’une école artistique supérieure. Ce prix est doté d’un montant de 1 000 euros, décerné lors de la Fête de la BD et du livre pour enfants à Andenne[4].

#### Articles
- Alexandre de la Serna (interviewé par Thierry Moutoy), « Les métiers cachés de l’art numérique (1) : coloriste », Médiathèque Nouvelle,‎ 18 janvier 2021 (lire en ligne, consulté le 30 mai 2025).